# 나가사와 가즈아키
나가사와 가즈아키(일본어: 長澤 和明, 1958년 2월 4일~)는 일본의 축구 선수, 지도자, 해설가로 현역 시절 포지션은 미드필더이다. 주빌로 이와타의 전신인 야마하 발동기에서 현역 선수 생활을 보냈으며, 일본 국가대표 선수로도 활동했다. 딸은 배우 나가사와 마사미이다.

## 경력
시즈오카현 시미즈구 출신이다. 시미즈 히가시 고등학교 재학 시절 고등학교 전국 대회 3위(1973년), 고교 선수권 준우승(1974년)을 하고, 도쿄 농업대학교를 졸업 후 1980년에 일본 축구 리그 소속의 야마하 발동기에 입단. 게임 메이커로 활약했다. 또한 1982년에 한스 오프트가 야마하의 코치로 처음으로 일본을 방문했을 때의 주장이었다. 1978년부터는 일본 축구 국가대표팀에 선출되었지만, 같은 포지션에 기무라 가즈시가 존재했기 때문에 9경기 출전에 머물렀다. 이후 부상으로 30세의 젊은 나이에 은퇴했다.
은퇴 후에는 야마하 발동기의 코치를 거쳐, 1991년에 감독으로 취임했다. 재임 중 팀이 주빌로 이와타로 개칭했기 때문에 나가사와는 야마하 발동기의 마지막 감독이자 주빌로 이와타의 초대 감독이 되었다. 재임 중 1992년 이전 J1(재팬 풋볼 리그) 우승, 1993년 의 J 리그 승격 등의 실적을 남겼다. 그러나 J 리그 승격의 공로자였지만, 주빌로 이와타측은 오후토를 감독으로 초빙하였고 사실상 나가사와는 해임되었다.
이후 1995년부터 1996년까지 L 리그(여성 축구 리그)의 스즈요시미즈 FC 러블리 레이디스에서 감독을 역임하였고, 1997년에는 재팬 풋볼 리그의 혼다 축구부(현 혼다 FC)를 거쳐 1999년부터 2001년 시즌 도중까지 소니 센다이 FC에서 각각 감독을 맡았다.
2001년 가을부터 시즈오카현의 타치바나고등학교 축구부 감독을 맡아 2005년에 시즈오카 현 대회(전국 고등학교 축구 선수권 대회)에서 우승, 전국 대회에 진출했다.
현재 2008년 1월부터 요코하마 F. 마리노스의 감독 취임이 결정된 쿠와바라 타카시의 후임으로 하마마츠 대학 축구부의 감독으로 취임했다. 또한 전임자의 쿠와바라에 이어 스카파(전 SKY PerfecTV!)와 시즈오카 방송에서 중계하는 주빌로 이와타 홈 게임의 해설을 하고 있다.

### 에피소드
1995년부터 당시 재팬 풋볼 리그의 NEC 야마가타 (현 몬테디오 야마가타)의 감독 취임이 정해져 있었지만, 딸인 나가사와 마사미가 "시즈오카를 떠나고 싶지 않다"라고, 야마가타에 이사를 거절해 나가사와가 코치를 요청한 이시자키 노부히로가 감독으로 취임하기도 했다.
또한 다치바나 고등학교의 축구부가 일본의 제84회 전국 고등학교 축구선수권 대회에 첫출장했을 때, 나가사와 마사미가 축구부원에게 직접 축하메시지를 보내기도 했다.

## 통계
| 일본 | 일본 | 일본 |
| 연도 | 출전 | 득점 |
| ---- | ---- | ---- |
| 1978 | 6    | 0    |
| 1979 | 0    | 0    |
| 1980 | 0    | 0    |
| 1981 | 0    | 0    |
| 1982 | 0    | 0    |
| 1983 | 0    | 0    |
| 1984 | 0    | 0    |
| 1985 | 3    | 0    |
| 통산 | 9    | 0    |